# フリーウィル・バプテスト
フリーウィル・バプテスト（Free Will Baptist、自由意志ハプテスト）は、ジェネラル・バプテストの一派である。キリスト教の教派であり、自由な恵み、自由な救済、自由意志を信じる人々のグループである。その正式な成立は、バプテスト運動を率いて一般贖罪を信じたイギリスの神学者、トマス・ヘルウィスに広く結びついている。信教の自由の擁護者であり、そのような考えを持つことが危険であり、死刑になる可能性があった時代に、彼は信教の自由の擁護者だった。彼は、ジェームズ1世の下での非国教徒に対する宗教的迫害の結果、獄中で死去した。
1702年にポール・パーマーがノースカロライナ州で運動を起こし、1727年にチョウォーンでフリーウィル・バプテスト教会を結成した。19世紀には多くのカルヴァン派がフリーウィル・バプテストとなった。南部でフリーウィル・バプテストが成立すると、ベンジャミン・ランドール（1749-1808）はアメリカ北東部、特にメイン州、マサチューセッツ州、ニューハンプシャー州でこの運動を展開するようになった。
フリーウィル・バプテストは、当初から、イングランド国教会に反対する非国教徒やピューリタンのグループと同様に、地域教会の自治の概念に従うブラウン派(en:Brownists)であった。自由意志の概念は、その全体的な宗教的信念と社会的流動性の欠如から、清教徒運動を体系的に否定するものであった。

## 歴史
フリーウィル・バプテストは、17世紀後半にアメリカ植民地に入植したイングランドのジェネラル・バプテストにまでさかのぼることができる。1611年にロンドン近郊で行われたトマス・ヘルウィスの宣教に端を発する最初のバプテストは、ジェネラル・バプテストであった。つまり、イエス・キリストの贖罪は「特殊」（選民のみ）ではなく、「一般」（万人のため）であると信じていたのである。その歴史、名称、アルミニウス主義の受容を共有している。
ベンジャミン・レイカー（Benjamin Laker）は、早くも1685年にカロライナ植民地に到着したイングラント人バプテストである。レイカーは、著名なジェネラル・バプテスト神学者であり作家であるトマス・グランサムと関係があり、1663年版のジェネラル・バプテスト「標準信仰告白」に署名している。アメリカにおける最古のフリーウィル・バプテストは、カロライナのイングランド人ジェネラル・バプテストから発展し、彼らは敵対者によって「フリーウィラー（Freewillers）」と呼ばれ、後にその名を引き継いだ。
アメリカでは、フリーウィル・バプテストの二つの異なる分派が発展した。最初のものは、ノースカロライナ州のパーマー運動として知られる上記のジェネラル・バプテスト運動で、現代のフリーウィル・バプテスト派の大多数はここから派生している。もう一つは、18世紀末にニューハンプシャーで起こったランドール運動である。この2つのグループは互いに独立して発展した。

### パーマー派
1702年、カロライナのジェネラル・バプテストの無組織のグループが、イギリスのジェネラル・バプテスト連合に助けを求める手紙を書いた。しかし、ベンジャミン・レイカーの継娘であるヨハンナを妻に持つポール・パーマーは、25年後にこれらの人々の間で働き、1727年にノースカロライナ州チョウォーン郡に最初のフリーウィル・バプテスト教会を設立した。彼の働きは、重要ではあったが、短期間であった。その指導はジョセフ・パーカー、ウィリアム・パーカー、ジョサイア・ハート、ウィリアム・ソジャーナーらに受け継がれた。ジョセフ・パーカーはチョウォーン教会の一員であり、60年以上にわたってカロライナ教会の中で宣教を行った。1727年に1つの教会であったのが、1755年には20以上の教会に成長した。1755年以降、フィラデルフィア・バプテスト連合が行った宣教活動により、これらの教会のほとんどが、無条件選民と限定的贖罪というパティキュラー・バプテストの立場に改宗した。1770年には、ジェネラル・バプテスト派の教会と牧師はわずか4人しか残っていなかった。18世紀末には、これらの教会は一般に「フリーウィル・バプテスト」と呼ばれるようになり、これは後に「フリーウィル・バプテストのパーマー派」と呼ばれるようになる。パーマー派の諸教会は、さまざまな連合や会議を組織し、1921年についに総会を組織した。19世紀には、分離派を中心とするカルヴァン派バプテスト（パティキュラー・バプテスト）出身者の多くがフリーウィル・バプテストとなった。

### ランドール派
南部の運動が苦戦する一方で、北部ではベンジャミン・ランドールの働きによって新しい運動が興った。ランドールは当初、1776年にパティキュラー・バプテストと合同したが、1779年に予定説に対する厳しい見解から彼らと決別した。1780年、ランドールはニューハンプシャー州ニュー・ダーラムで「自由」または「自由意志」（ランドールは「自由」と「意志」を一つの言葉にまとめていた）のバプテスト教会を設立した。1782年までに12の教会が設立され、四半期毎の会議（Quarterly Meeting）が組織された。1792年には年次総会（Yearly Meeting）が組織された。
ランドール派自体は、1835年に2つのグループに分かれた。
- 創設者ジェレマイア・ブロック（Jeremiah Bullock）の名を冠した「ブロック派」（"Bulloch"または "Bullochites"と表記されることもある）は、メイン州とニューハンプシャー州の少数の会衆に枝分かれしている。
- 創業者ジョン・バゼル（英語版）にちなんだ「バゼル派」（Buzzelites）。

ブロック派は主に「フリーウィル・バプテスト」の名で20世紀初頭までメイン州で続いたが、バゼル派は設立後まもなく消滅した。
フリーウィル・バプテストのランドール派は急速に発展した。しかし、1911年、ランドール派の教会の大部分（と教団財産すべて）は北バプテスト連盟に合併された。合併せずフリーウィル・バプテストを維持した教会は、南西部と中西部の他のフリーウィル・バプテストと合流して、1916年にthe Cooperative General Association of Free Will Baptistsを組織した。

### 各派の合同
北部と南部のフリーウィル・バプテスト間には友好関係が存在したが、奴隷制の問題、そして後に南北戦争が発生し、20世紀まで正式な合同が阻まれていた。1935年11月5日、テネシー州ナッシュビルで総会（パーマー派）と協同組合連合（ミシシッピー以西のランドール派とパーマー派の混合）の代表者が集まり、ナショナル・アソシエーション・オブ・フリーウィル・バプテスト（en:National Association of Free Will Baptists）に統一して組織することになった。フリーウィル・バプテスト教会の大多数はこの傘下に組織され、今日までフリーウィル・バプテスト派の中で最大である。

## 神学と実践
フリーウィル・バプテスト信徒は聖書が神の言葉そのものであり、それが断言するすべてのことにおいて誤りがないと信じている。フリーウィル・バプテストの教義は、神がすべての人のために救いを望み、すべての人のためにイエスは死なれたと教えている。それでも、フリーウィル・バプテストは神が人間に、キリストの犠牲に同意するか拒絶するか選択の自由を与えておられると信じている。そのため、フリーウィル・バプテストは相対的保証を保持している。個人は「信仰によって救われ、信仰によって保たれる」。この概念を支持するために、フリーウィル・バプテストの中には、欽定訳聖書訳のヨハネ3:16にある「信じる」と訳されたギリシャ語に言及する者がいる。これは連続動詞であり、「誰でも信じて信じ続ける者は滅びることなく、永遠の命を持つ」と読み取ることができる。この概念は、誰かが時々罪を犯し、その結果偶然に「救われない」状態になるのではなく、誰かがキリストへの信仰を「否認する」ことにある。従って「一度救われたら、いつでも救われている」ことは教派によって否定されている。

公式な見解による聖人の忍耐について「真に再生した者は、その支援のために誓約された神の恵みの力によって、最後まで忍耐し、救われることを望む強い根拠がある。しかし、弱さとさまざまな誘惑によって倒れる危険があるので、彼らの将来の従順と最終的な救いは決定されていないし確実でもない。従って信仰が失われないように目を覚まして祈らなければならない」。
フリーウィル・バプテストは少なくとも3つの儀式を守っている。バプテスマ、主の晩餐、洗足式であるが、これは他の福音主義グループの間では行われているが、洗足式はバプテスト教派の大部分では行われていない儀式である。
フリーウィル・バプテスト信徒は終末論に関して異なる見解を持っており、あるものは前千年王国説、あるものは後千年王国説の見解を有している。教会は、（自発的な）什一献金、絶対禁酒主義、安息日である日曜日には仕事をしないことを提唱している。

## フリーウィル・バプテストの団体
- en:National Association of Free Will Baptists（NAFWB）はフリーウィル・バプテスト団体の中で最も大きい。その他の主なフリーウィル・バプテスト団体は以下の通り。
- en:Original Free Will Baptist Convention（OFWBC） - ノースカロライナ州にあるフリーウィル・バプテストの団体で、1913年に組織され、当初はNAFWBに属していたが、1961年にいくつかの内部の相違によりNAFWBから分離した。OFWBCはノースカロライナを拠点とするフリーウィル・バプテスト教会の大多数を構成していたが、少数派はノースカロライナ州連合から分裂し、NAFWBとの提携を維持することになった。また、フィリピン、メキシコ、ブルガリア、インド、ネパール、バングラデシュ、リベリア、ギニアの8カ国で宣教活動を行っている[14]。
- en:United American Free Will Baptist Church（UAFWBC） - アフリカ系アメリカ人のフリーウィル・バプテスト教会の最大組織で、1901年に組織され、ノースカロライナ州キンストンに本部を置いている[15]。
- en:United American Free Will Baptist Conference - 1968年にUAFWBC から脱退したアフリカ系アメリカ人のフリーウィル・バプテスト教会の組織で、本部はフロリダ州レイクランドにある[16]。
- Old Original Free Will Baptist Conference - ノースカロライナを中心に6つの教会を持つアフリカ系アメリカ人の連合[17]。
- Evangelical Free Baptist Church - イリノイ州に本拠を置く。1987年には22の教会と2,500人の会員がいた[18]。
- 無所属のフリーウィル・バプテスト地方連合（Unaffiliated Free Will Baptist local associations）- 多くの地方フリーウィル・バプテスト連合が、NAFWB、OFWBC、そして二つのアメリカ連合組織から独立して残っている。研究者たちは、このような協会を10個特定したが、もっと多いかもしれない。フリーウィル・バプテストの無所属の団体は、300以上の教会を含み、22,000人の会員がいると推定されている。彼らは地域レベル以上の組織を持っていない。

## 関連学校
- en:Storer College（廃校）
- en:Welch College